# Olympische Jugend-Sommerspiele 2018/Teilnehmer (Nigeria)
| Gelbes Symbol für Goldmedaillen mit stilisierten Olympischen Ringen | Graues Symbol für Silbermedaillen mit stilisierten Olympischen Ringen | Braundes Symbol für Bronzemedaillen mit stilisierten Olympischen Ringen |
| ------------------------------------------------------------------- | --------------------------------------------------------------------- | ----------------------------------------------------------------------- |
| 1                                                                   | 3                                                                     | —                                                                       |

Die Jugend-Olympiamannschaft aus Nigeria für die III. Olympischen Jugend-Sommerspiele vom 6. bis 18. Oktober 2018 in Buenos Aires (Argentinien) bestand aus 17 Athleten.

## Athleten nach Sportarten

### Badminton
Mädchen
- Aminat Ilori
Einzel: 25. Platz
Mixed: 5. Platz (im Team Epsilon)

### Boxen
Mädchen
- Adijat Gbadamosi
Fliegengewicht: Silber
- Fatimo Aramokola
Leichtgewicht: 5. Platz

### Gewichtheben
Mädchen
- Islamiyat Yusuf
Mittelgewicht: 4. Platz

### Golf
| Mädchen - Georgia Oboh Einzel: 22. Platz Mixed: 30. Platz | Jungen - Jordan Thompson Einzel: 31. Platz Mixed: 30. Platz |

### Kanu
Mädchen
- Blessing Amusar
Kajak-Einer Slalom: 5. Platz
Kajak-Einer Sprint: disqualifiziert (Hoffnungslauf)
Kanu-Einer Sprint: 9. Platz
Kanu-Einer Slalom: 9. Platz
- Ayomide Bello
Kajak-Einer Slalom: 9. Platz
Kajak-Einer Sprint: 9. Platz
Kanu-Einer Sprint: 9. Platz
Kanu-Einer Slalom: 5. Platz

### Leichtathletik
| Mädchen - Rosemary Chukwuma 100 m: Gold - Favour Ofili 400 m: 10. Platz - Victory George Weitsprung: 11. Platz | Jungen - Alaba Akintola 100 m: Silber - Ineh Oritsemeyiwa Dreisprung: Silber |

### Ringen
Mädchen
- Christianah Ogunsanya
Freistil bis 43 kg: 9. Platz
- Sunmisola Balogun
Freistil bis 65 kg: 4. Platz

### Tischtennis
| Mädchen - Esther Oribamise Einzel: 25. Platz Mixed: 25. Platz | Jungen - Azeez Solanke Einzel: 25. Platz Mixed: 25. Platz |